# المعهد الأمريكي للصحافة
المعهد الأمريكي للصحافة هو منظمة غير ربحية تابعة لرابطة الصحف الأمريكية. تتمثل مهمة المعهد في تشجيع تقدم وسائل الإعلام، وخاصة الناشرين المحليين ووسائل الإعلام الصحفية. تقوم المنظمة بإجراء الأبحاث، ودورات التدريب، وعقد القادة وإنشاء أدوات للصحافة.

## تاريخ المنظمة
كان يقع مقر المعهد، الذي تأسس في عام 1946، في البداية في كلية الصحافة بجامعة كولومبيا قبل أن ينتقل إلى عام 1974 إلى رستون بولاية فرجينيا. وقد وصفته صحيفة واشنطن بوست بأنها أكثر «المنظمات المهتمة بالإدارة والتدريبات الصحفية الجديرة بالثناء». وقد شمل قادة المناقشة في المعهد رئيس التحرير السابق لصحيفة واشنطن بن برادلي، وعميد مدينة نيويورك السابق ديفيد دينكنز، والناشر في واشنطن بوست كاثرين غراهام، والفائز بجائزة بوليتزر والرئيس السابق رئيس لمعهد بوينتر يوجين باترسون.
ومع ذلك، انخفضت حظوظ المعهد بالتوازي مع تلك الخاصة بالصحف الأمريكية، التي كانت في يوم من الأيام واحدة من أكثر الشركات ربحية في البلاد. اندمج المعهد في أوائل عام 2012 مع مؤسسة جمعية الصحفيين الأمريكيين NAA التابعة لرابطة الصحف الأمريكية وأغلقت مقارها الرئيسية؛ واعتبارًا من عام 2016، احتفظت مؤسسة جمعية الصحفيين الأمريكيين NAA بهوية المعهد ووجوده على شبكة الإنترنت، ولكن مع عدد أقل من الموظفين.
المدير التنفيذي الحالي للمركز هو توم روزنستيل.